# Ranier (Minnesota)
Ranier es una ciudad ubicada en el condado de Koochiching en el estado estadounidense de Minnesota. En el Censo de 2010 tenía una población de 145 habitantes y una densidad poblacional de 383,46 personas por km².

## Geografía
Ranier se encuentra ubicada en las coordenadas 48°36′44″N 93°20′50″O / 48.61222, -93.34722. Según la Oficina del Censo de los Estados Unidos, Ranier tiene una superficie total de 0.38 km², de la cual 0.37 km² corresponden a tierra firme y (1.37%) 0.01 km² es agua.

## Demografía
Según el censo de 2010, había 145 personas residiendo en Ranier. La densidad de población era de 383,46 hab./km². De los 145 habitantes, Ranier estaba compuesto por el 98.62% blancos, el 0% eran afroamericanos, el 0% eran amerindios, el 0.69% eran asiáticos, el 0% eran isleños del Pacífico, el 0% eran de otras razas y el 0.69% pertenecían a dos o más razas. Del total de la población el 1.38% eran hispanos o latinos de cualquier raza.